# Vielgeliebtes Sternchen
Vielgeliebtes Sternchen ist eine deutsche Fernsehfilmkomödie von Rudi Kurz aus dem Jahr 1961, die von der DEFA im Auftrag des DFF gedreht wurde. Es handelt sich um die Fortsetzung des Films Papas neue Freundin aus dem Jahr 1960.

## Handlung
Irene und Klaus sind seit mehr als einem Jahr verheiratet und haben mit Eduard, genannt Eddi, einen gemeinsamen Sohn. Sie wohnen immer noch im selben Haus wie Klaus’ Eltern Franz und Margarete sowie deren Kinder Täve und Sabine. Schreit Eddi am Morgen, steht kurze Zeit später die gesamte Familie Bach im Schlafzimmer von Irene und Klaus und gibt mehr oder weniger hilfreiche Tipps. Auch bei ihrer Forschungsarbeit um galvanische Methoden wird Irene immer wieder unterbrochen, sei es von Margarete oder Sabine, die in Harry Flössel gerade ihren ersten Freund gefunden hat. Kurz nach ihrem 22. Geburtstag wird es Irene zu viel. Nach einem heftigen Streit mit Klaus packt sie ihre Sachen und zieht zu ihrer früheren Vermieterin Katharina Liebich. Täve und sein Freund Atze kriegen ihren neuen Wohnort mithilfe des Hundes Napoleon raus. Täve will sie zurückholen, doch muss Irene erst einmal Abstand gewinnen. Nur Eddi fehlt ihr sehr und so entführen Täve und Atze das Baby und bringen es zu Irene, die glücklich ist.
Bald haben die Bachs Irenes neuen Wohnort herausbekommen und auch die Kollegen erfahren davon. Margarete will mit Irene sprechen und bittet den wütenden Klaus daher, auf sie vor Irenes Wohnung zu warten. Unterdessen kommen Irenes Kollegen Bromme und der in Irene verliebte Karl Schwenke in ihre Wohnung und berichten ihr, dass ihre galvanischen Versuche von Erfolg gekrönt waren und nun in Produktion gehen sollen. Irene sieht Klaus vor ihrem Haus warten und will ihn eifersüchtig machen. Sie lockt Karl Schwenke auf den Balkon und küsst ihn, und tatsächlich versucht der rasende Klaus wenig später, Fräulein Liebichs Haustüre einzutreten. Bromme und Schwenke flüchten durch die Hintertür und erst Margarete kann die Wogen glätten, Irene von den normalen Hochs und Tiefs einer Ehe überzeugen und sie zur Rückkehr bewegen.
Irene will am nächsten Nachmittag ihre Sachen packen und zurück zur Familie Bach ziehen, hat vorher jedoch noch einen wichtigen Termin. Ihr Vater Eduard kommt aus Sumatra zurück in die DDR. Sie holt ihn vom Bahnhof ab und fällt ihm in die Arme. Sabine, die Eduard nicht kennt, berichtet Klaus, dass Irene einen fremden Mann geküsst hat. Sie will es ihr heimzahlen und lockt sowohl Klaus als auch Irene auf eine Party, wo Irene ihren Mann vermeintlich in den Armen einer anderen Frau antrifft. Irene flüchtet entsetzt, doch Klaus hat seinen Fehler längst erkannt und eilt ihr, wie auch der Rest der Familie, nach. In Irenes Wohnung findet Klaus Irene in den Armen ihres Vaters, den Klaus für einen Nebenbuhler hält. Es kommt zur Schlägerei und erst nach einer Weile wird klar, wer sich mit wem haut. Da hat Täve schon die Polizei gerufen. Auf dem Flur werden die Personalien aufgenommen, während sich in Irenes Zimmer Irene und Klaus mit Eddi im Arm versöhnen. Als der Polizist das traute Familienglück sieht, verzichtet er auf eine Anzeige, und die Familie Bach ist froh, dass der Haussegen wieder gerade hängt.

## Produktion
Vielgeliebtes Sternchen entstand als Fortsetzung der erfolgreichen Filmkomödie Papas neue Freundin, die 1960 im Fernsehen angelaufen war. Der Film kam am 25. Dezember 1961 auf DFF 1 erstmals im Fernsehen der DDR und lief am 2. März 1962 auch in den Kinos der DDR an. Im Jahr 1962 erschien mit Oh, diese Jugend der dritte und letzte Teil der Reihe um die Familie Bach im Fernsehen.
Die Bauten stammen von Joachim Otto, die Kostüme schuf Luise Schmidt. Mitsou Fontaine singt im Film den Schlager Du, meine große Liebe.

## Kritik
Für den film-dienst war Vielgeliebtes Sternchen eine „in Drehbuch, Regie und Darstellung gleichermaßen schwache Fortsetzung der Fernsehkomödie Papas neue Freundin.“